# Lamporo
Lamporo är en ort och kommun i provinsen Vercelli i regionen Piemonte, Italien.  Kommunen hade 508 invånare (2018).